# Emmy Noether
Amalie Emmy Noether (pronunciado em alemão [ˈnøːtɐ]) (Erlangen, 23 de março de 1882 – Bryn Mawr, 14 de abril de 1935) foi uma matemática alemã, conhecida pelas suas contribuições de fundamental importância aos campos de física teórica e álgebra abstrata. Considerada por David Hilbert, Albert Einstein, Hermann Weyl e outros como a mulher mais importante na história da matemática, ela revolucionou as teorias sobre anéis, corpos e álgebra. Em física, o teorema de Noether explica a conexão fundamental entre a simetria na física e as leis de conservação.
Noether nasceu em uma família judia na cidade de Erlangen, na Francônia; seu pai era o matemático Max Noether. Ela planejou originalmente ensinar francês e inglês após passar nos exames exigidos, mas em vez disso estudou matemática na Universidade de Erlangen, onde seu pai lecionava. Após concluir seu doutorado em 1907, sob a supervisão de Paul Gordan, ela trabalhou no Instituto de Matemática de Erlangen sem remuneração por sete anos. Na época, as mulheres eram em grande parte excluídas dos cargos acadêmicos. Em 1915, ela foi convidada por David Hilbert e Felix Klein para ingressar no departamento de matemática da Universidade de Göttingen, um centro de pesquisa matemática de renome mundial. A faculdade de filosofia objetou, entretanto, e ela passou quatro anos lecionando sob o nome de Hilbert. Sua habilitação foi aprovada em 1919, permitindo-lhe obter o posto de Privatdozent.
Noether permaneceu um membro importante do departamento de matemática de Göttingen até 1933 - seus alunos às vezes eram chamados de "meninos Noether". Em 1924, o matemático holandês B. L. van der Waerden juntou-se a seu círculo e logo se tornou o principal expositor das ideias de Noether - seu trabalho foi a base para o segundo volume de seu influente livro de 1931, Moderne Algebra. Na época de seu discurso plenário no Congresso Internacional de Matemáticos  de 1932 em Zurique, sua perspicácia algébrica foi reconhecida em todo o mundo. No ano seguinte, o governo nazista da Alemanha dispensou os judeus de cargos universitários e Noether mudou-se para os Estados Unidos para assumir um cargo no Bryn Mawr College, na Pensilvânia. Em 1935, ela foi submetida a uma cirurgia de cisto ovariano e, apesar dos sinais de recuperação, morreu quatro dias depois, aos 53 anos.
O trabalho matemático de Noether foi dividido em três "épocas". Na primeira (1908-1919), ela fez contribuições para as teorias de invariantes algébricos e campos de números. Seu trabalho sobre invariantes diferenciais no cálculo de variações, o teorema de Noether, foi chamado de "um dos teoremas matemáticos mais importantes já comprovados na orientação do desenvolvimento da física moderna". Na segunda época (1920–1926), ela começou um trabalho que "mudou a cara da álgebra [abstrata]". Em seu artigo clássico de 1921 Idealtheorie in Ringbereichen (Teoria dos Ideais em Domínios de Anel), Noether desenvolveu a teoria dos ideais em anéis comutativos em uma ferramenta com aplicações abrangentes. Ela fez uso elegante da condição da cadeia ascendente, e os objetos que a satisfazem são nomeados Noetherian em sua homenagem. Na terceira época (1927–1935), publicou trabalhos sobre álgebras não comutativas e números hipercomplexos e uniu a teoria da representação de grupos à teoria dos módulos e ideais. Além de suas próprias publicações, Noether foi generosa com suas ideias e é creditada com várias linhas de pesquisa publicadas por outros matemáticos, mesmo em áreas muito distantes de seu trabalho principal, como a topologia algébrica.

## Biografia

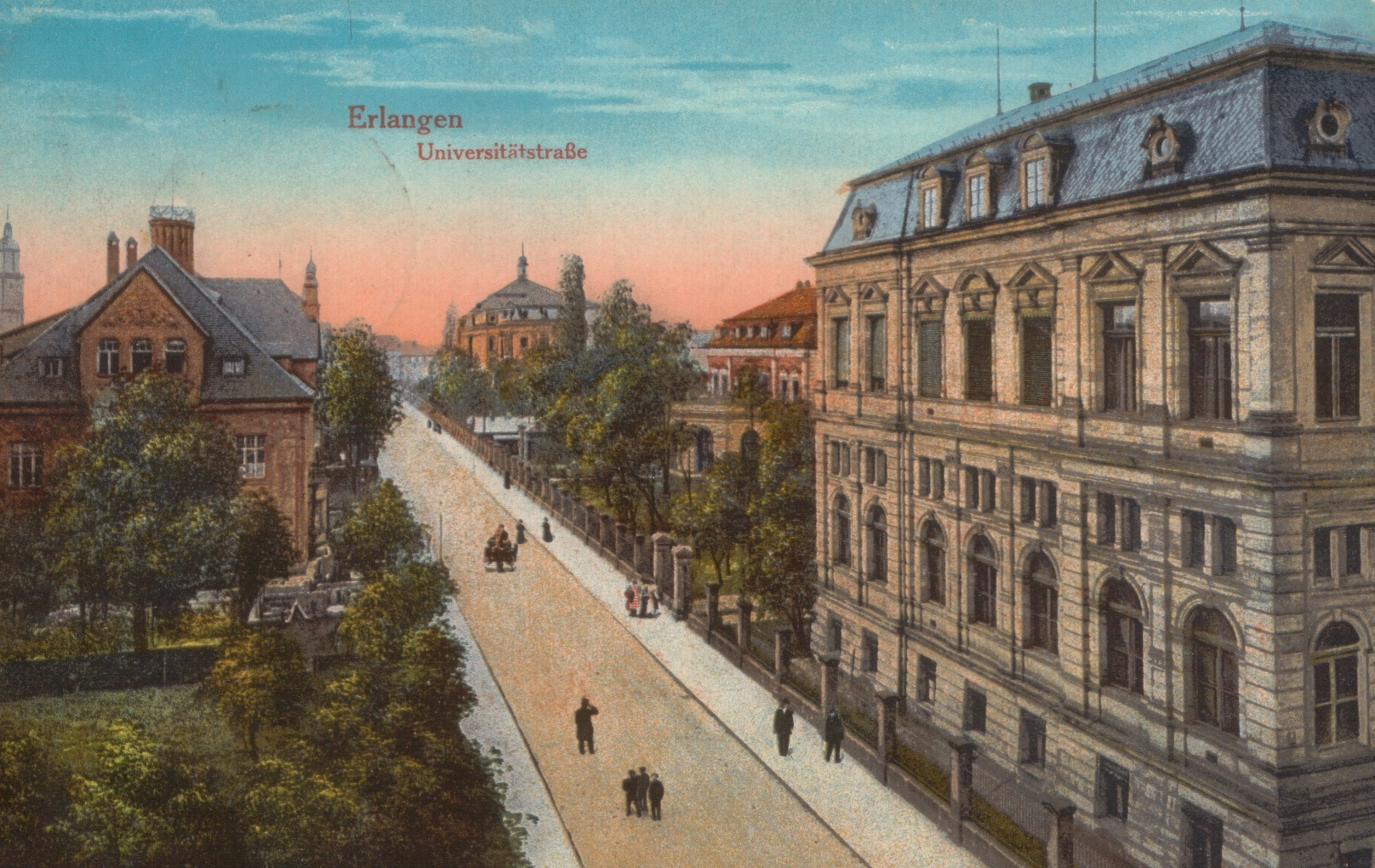
Emmy cresceu em Erlangen, aqui em um cartão postal de 1916

### Família e infância
Emmy nasceu em uma família judia na cidade bávara de Erlangen, na região da Francônia, em 23 de março de 1882, a primeira de quatro filhos. Seu pai era o matemático Max Noether, descendente de uma família de mercadores de lã. Aos 14 anos, o pai de Emmy ficou paralisado devido à polio. Ele voltou a ganhar mobilidade, ficando com deficiência em uma perna. Autodidata, recebeu um doutorado pela Universidade de Heidelberg, em 1868. Depois de lecionar por sete anos, ele foi para Erlangen, onde conheceu e se casou com Ida Amalia Kaufmann, filha de um grande comerciante.

O primeiro nome de Emmy era "Amalie", em homenagem à mãe e à avó paterna, mas adotou Emmy ainda muito nova. Era uma criança muito querida, muito inteligente e esperta. Ela não se destacou academicamente, embora fosse conhecida por ser inteligente e amigável. Ela era míope e falava com um leve ceceio durante a infância. Um amigo da família contou uma história anos depois sobre a jovem Noether resolvendo rapidamente um quebra-cabeças em uma festa infantil, mostrando perspicácia lógica desde tenra idade. Ela foi ensinada a cozinhar e limpar, como a maioria das garotas da época, e teve aulas de piano. Ela não exerceu nenhuma dessas atividades com paixão, embora gostasse de dançar.

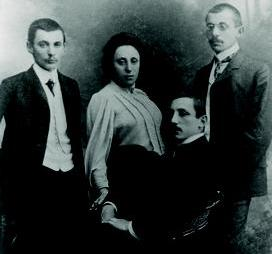
Emmy Noether e seus irmãos Alfred, Fritz, e Robert, antes de 1918

Emmy tinha três irmãos. O segundo, Alfred, nasceu em 1883, tendo doutorado em química em 1909 e faleceu nove anos depois. Fritz Noether, nascido em 1884, é lembrado por diversos feitos acadêmicos, tendo estudado em Munique e feito carreira na área de matemática aplicada. O mais novo, Gustav Robert, nasceu em 1889 e pouco se sabe sobre ele, que sofria de uma doença crônica e veio a falecer em 1928.

### Universidade de Erlangen

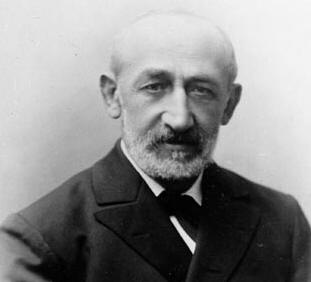
Paul Gordan, orientador de doutorado de Emmy Noether.

Emmy era fluente em francês e em inglês. Na primavera de 1900, ela prestou exames para magistério nestes idiomas e recebeu nota geral sehr gut (muito bom). Sua nota a qualificou para lecionar os idiomas em escolas para meninas, mas Emmy preferiu continuar seus estudos na Universidade de Erlangen.
Foi uma decisão pouco convencional para a época. Dois anos depois, a reitoria da universidade declarou que seria permitido educação mista em suas dependências. Sendo uma das duas únicas mulheres no campus com 986 alunos, Emmy não tinha autorização de participar de todas as aulas, tendo que pedir permissão individual para cada professor das disciplinas que pretendia estudar. Apesar dos obstáculos, em 14 de julho de 1903, ela se graduou.
No inverno de 1903-1904, ela estudou na Universidade de Göttingen, tendo aulas com o astrônomo Karl Schwarzschild e com os matemáticos Hermann Minkowski, Otto Blumenthal, Felix Klein e David Hilbert. Pouco depois, as restrições às mulheres nas universidades foram suspensas.
Emmy retornou a Erlangen, sendo oficialmente recolocada em 24 de outubro de 1904, onde decidiu focar-se apenas em matemática. Sob a supervisão de Paul Gordan, escreveu a tese Über die Bildung des Formensystems der ternären biquadratischen Form (Em Sistemas Completos de Invariantes para Formas Biquadráticas Ternárias, 1907). Apesar de ser bem recebida, Emmy classificou sua tese como "uma droga".
Pelos próximos sete anos (1908–15), ela lecionaria na Universidade de Erlangen, sem vencimentos, ocasionalmente substituindo seu pai quando ele ficava muito doente para lecionar. Em 1910 e 1911, publicou uma extensão de sua tese sobre variáveis n. Paul Gordan viria a se aposentar na primavera de 1910, mas lecionou, ocasionalmente, com seu sucessor, Erhard Schmidt, que logo deixou a universidade por um emprego em Breslau. Paul viria a falecer em dezembro de 1912, tendo deixado Ernst Fischer como seu sucessor.
De acordo com Hermann Weyl, Fischer teve uma grande influência em Noether, principalmente ao apresentá-lo à obra de David Hilbert. De 1913 a 1916, Noether publicou artigos que aplicaram e ampliaram os métodos de Hilbert em objetos matemáticos, como campos de funções racionais e invariantes de grupos finitos. Este período marca o início de seu investimento em álgebra abstrata, o campo da matemática para o qual ela fará contribuições revolucionárias. Noether e Fischer compartilham um grande prazer em estudar matemática e frequentemente discutem palestras muito depois de assisti-las. Noether envia cartões-postais para Fischer, nos quais ela continua seu raciocínio matemático.

### Universidade de Göttingen
Na primavera de 1915, Emmy foi convidada a retornar a Göttingen por David Hilbert e Felix Klein. Seus esforços para contratá-la fora combatidos pelos membros das faculdades de história e filosofia. Eles insistiam que mulheres não podiam se tornar privatdozent. Um membro disse que era inaceitável que os soldados voltassem para a universidade e encontrassem uma mulher dando aulas. David Hilbert respondeu:
| “ | Não vejo como o sexo da candidata possa ser um argumento contra sua admissão como privatdozent. Além disso, estamos em uma universidade, não em uma casa de banhos. | ” |

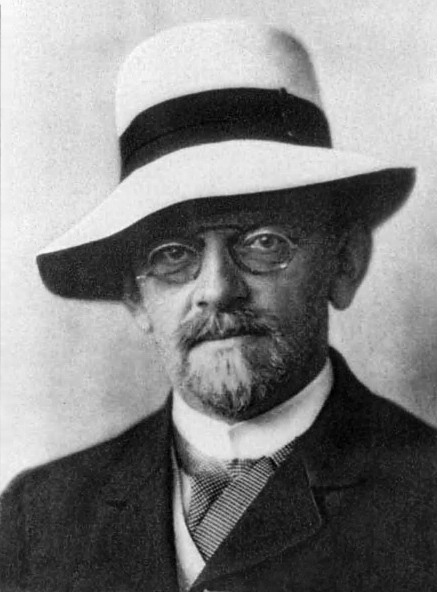
Em 1915, David Hilbert convidou Emmy Noether para o departamento de matemática de Göttingen, desafiando a visão que muitos colegas tinham sobre uma mulher nas dependências da universidade.

Emmy deixou Erlanden no final de abril. Duas semanas depois, sua mãe morreu, subitamente. Ela chegou a receber tratamento médico devido a um problema no olho, mas não se sabe a causa da morte. Por volta da mesma época, seu pai se aposentou e seu irmão alistou no Exército Alemão, para servir na Primeira Guerra Mundial. Ela voltou a Erlangen várias semanas depois para cuidar do pai.
Em seus primeiros anos em Göttingen, ela não tinha uma posição oficial, tampouco tinha salário. Sua família pagava por sua acomodação e por seu material acadêmico. Suas aulas eram, normalmente, anunciadas sob o nome de David Hilbert, onde ela ofereceria apenas assistência. Mas logo após sua chegada à universidade, Emmy demonstrou sua capacidade de provar o teorema hoje conhecido como Teorema de Noether, que mostra que a lei de conservação de energia está associada com a simetria de um sistema físico.
Os físicos americanos Leon M. Lederman e Christopher T. Hill argumentaram em seu livro Symmetry and the Beautiful Universe que o Teorema de Noether era "certamente um dos mais importantes teoremas matemáticas já provados no desenvolvimento da física moderna, possivelmente lado a lado com o Teorema de Pitágoras".
Com o fim da Primeira Guerra Mundial, a Revolução Alemã trouxe uma mudança social significativa, incluindo mais direitos para as mulheres. Em 1919, a universidade permitiu o ingresso de Noether, concedendo-lhe uma habilitação de magistério em junho do mesmo ano. Três anos depois, Emmy recebeu uma carta do ministro da ciência, arte e educação da Prússia, na qual ele conferia a ela o título de nicht beamteter ausserordentlicher Professor, um professor associado, não-titular, com direitos e funções administrativas limitadas. Apesar de não ser um grande reconhecimento público por seu trabalho, ele ainda não era remunerado. Emmy não recebeu por seu trabalho até ser apontada, um ano depois, como docente de álgebra.

### Obras fundamentais em álgebra geral
O trabalho inovador de Noether em álgebra começou em 1920. Em colaboração com W. Schmeidler, ela publicou um artigo sobre a teoria dos ideais no qual definia os ideais à esquerda e à direita em um anel. No ano seguinte, ela publicou um artigo marcante: Idealtheorie in Ringbereichen (Teoria dos Ideais em Anéis) que analisa, para os ideais, a condição da cadeia ascendente (qualquer cadeia tem um máximo ou, o que é equivalente, qualquer a sequência crescente é estacionária). Um renomado algebrista, Irving Kaplansky, chama seu trabalho de “revolucionário” e esta publicação dá origem ao termo anel Noetheriano e vários outros objetos matemáticos (grupos, anéis, espaços topológicos, diagramas) são qualificados como Noetherianos.
Em 1924, um jovem matemático holandês, Bartel Leendert van der Waerden, chegou à Universidade de Göttingen. Ele imediatamente começa a trabalhar com Noether, que lhe ensina métodos inestimáveis de conceituação abstrata. Van der Waerden diria mais tarde que a originalidade de Noether era “absoluta, além de qualquer comparação”. Em 1931, publicou Moderne Algebra, uma obra central neste campo. O segundo volume é muito emprestado do trabalho de Noether. Embora Emmy Noether não esteja buscando reconhecimento, ele incluirá na Sétima Edição: “Baseado em parte nas palestras de E. Artin e E. Noether ”. Às vezes, ela dá a seus colegas e alunos o crédito por suas próprias idéias, ajudando-os a desenvolver suas carreiras às custas dela.
A chegada de van der Waerden faz parte de um vasto movimento de matemáticos de todo o mundo para Göttingen, que está se tornando um importante centro de pesquisa em física e matemática. De 1926 a 1930, o topologista russo Pavel Alexandrov ensinou na universidade e rapidamente se tornou amigo de Noether. Ele o chama de der Noether, usando o artigo alemão masculino como um sinal de afeto e respeito. Ela tenta conseguir para ele um cargo de professor regular em Göttingen, mas apenas consegue ajudá-lo a conseguir uma bolsa de estudos da Fundação Rockefeller. Eles se reúnem regularmente e gostam de discutir as semelhanças entre álgebra e topologia. Em 1935, durante seu discurso comemorativo, Alexandrov dirá de Noether que ela foi "a maior matemática de todos os tempos".

### Moscou
Durante o inverno de 1928-1929, Noether aceitou o convite da Universidade Estatal de Moscou, onde continuou a trabalhar com Pavel Alexandrov. Ela continuou sua pesquisa lá e ministrou cursos de álgebra abstrata e geometria algébrica. Ela trabalhou com os especialistas em topologia Lev Pontryagin e Nikolai Tchebotariov, que mais tarde expressariam sua admiração por suas contribuições à teoria de Galois.
Embora a política não tenha desempenhado um papel central em sua vida, Noether tinha um grande interesse pela política e, de acordo com Alexandrov, demonstrou um apoio considerável à Revolução Russa de 1917. Ela ficou particularmente feliz ao ver os avanços soviéticos no diferentes campos da ciência e da matemática. Esta atitude causou-lhe problemas na Alemanha, levando-a até a ser despejada da pensão em que estava hospedada, depois que funcionários estudantes reclamaram de viver sob o mesmo teto que "uma judia com tendências marxistas".
Noether planeja retornar a Moscou, com a ajuda de Alexandrov. Depois que ela deixou a Alemanha em 1933, ele tentou ajudá-la a conseguir uma cadeira na Universidade Estatal de Moscou por meio do Ministério da Educação soviético. Embora essa tentativa tenha sido malsucedida, eles continuaram a se corresponder com frequência durante os anos 1930, e em 1935 ela novamente considerou retornar à União das Repúblicas Socialistas Soviéticas. Enquanto isso, seu irmão Fritz aceitou um cargo no Instituto de Pesquisa em Matemática e Mecânica em Tomsk, Sibéria, depois de também perder seu emprego na Alemanha.

### Reconhecimento
Em 1932, Emmy Noether e Emil Artin receberam o Prêmio Memorial Ackermann-Teubner por suas contribuições para a matemática. [60] O prêmio incluiu uma recompensa monetária de 500 Reichsmarks e foi visto como um reconhecimento oficial há muito esperado por seu considerável trabalho no campo. No entanto, seus colegas expressaram frustração com o fato de que ela não foi eleita para a Academia de Ciências de Göttingen e nunca foi promovida ao cargo de Ordentlicher Professor (professora catedrática).
Os colegas de Noether comemoraram seu 50.º aniversário em 1932, no típico estilo dos matemáticos. Helmut Hasse dedicou um artigo a ela no Mathematische Annalen, no qual ele confirmou sua suspeita de que alguns aspectos da álgebra não comutativa são mais simples do que os da álgebra comutativa, ao provar uma lei de reciprocidade não comutativa. Isso a agradou imensamente. Ele também enviou a ela um enigma matemático, que ele chamou de "enigma-mμν das sílabas". Ela resolveu imediatamente, mas o enigma foi perdido.
Em novembro do mesmo ano, Noether proferiu um discurso plenário (großer Vortrag) sobre "Sistemas hiper-complexos em suas relações com a álgebra comutativa e a teoria dos números" no Congresso Internacional de Matemáticos em Zurique. O congresso contou com a presença de 800 pessoas, incluindo os colegas de Noether, Hermann Weyl, Edmund Landau e Wolfgang Krull. Houve 420 participantes oficiais e 21 discursos em plenário apresentados. Aparentemente, a posição proeminente de Noether era um reconhecimento da importância de suas contribuições para a matemática. O congresso de 1932 às vezes é descrito como o ponto alto de sua carreira.

### A expulsão de Göttingen
Quando Adolf Hitler se tornou chanceler alemão, em janeiro de 1933, a atividade nazista no país aumentou dramaticamente. Na universidade, a Associação de Estudantes Alemães lançou ataques contra judeus e seus apoiadores por "não terem espírito alemão", liderados por um privatdozent chamado Werner Weber, ex-aluno de Emmy. Atitudes anti-semitas criaram um clima hostil para os professores judeus. Um manifestante chegou a dizer: estudantes arianos querem professores arianos, não judeus.
Uma das primeiras ações da administração de Hitler foi a Lei para a Restauração da Função Pública Profissional, que removeu funcionários judeus e funcionários suspeitos, incluindo professores universitários, de seus cargos, a menos que demonstrassem "sua total lealdade à Alemanha", servindo na Primeira Guerra Mundial. Em abril de 1933, Emmy recebeu um aviso do gabinete do ministro prussiano que dizia: Segundo o parágrafo 3, do Código de Serviço Civil de 7 de abril de 1933, eu retiro seu direito de lecionar na Universidade de Göttingen.
Vários colegas de Emmy, como Max Born e Richard Courant, também tiveram seus cargos revogados. Emmy aceitou a demissão calmamente, oferecendo suporte a outros colegas em situação semelhante. Mesmo sem poder dar aulas, ela reunia estudantes em seu apartamento para discutir teorias clássica. Mesmo quando um estudante seu aparecia paramentado com a farda da organização nazista Sturmabteilung, Emmy não se abalava. Isso porém foi antes dos eventos sangrentos da Noite dos Cristais, em 1935.

### Bryn Mawr

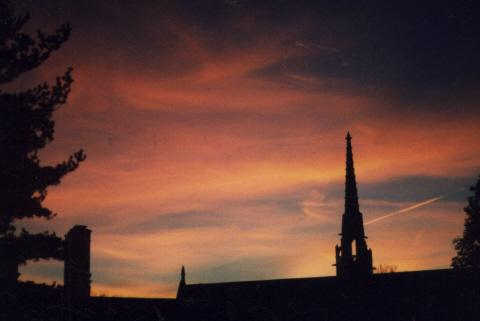
Bryn Mawr College recebeu Emmy Noether nos dois últimos anos de sua vida.

Muitos professores desempregados na Europa receberam oportunidades de emprego de colegas nos Estados Unidos. Albert Einstein e Hermann Weyl foram indicados para Princeton. Outros ainda buscavam patrocinadores para lhes ajudar na imigração. Emmy foi contratada por representantes de duas instituições: o Bryn Mawr College, nos Estados Unidos e o Somerville College da Universidade Oxford, na Inglaterra. Após uma série de negociações com a Fundação Rockefeller, Bryn Mawr aprovou a vinda de Emmy e ela iniciou seus trabalhos em 1933.
No Bryn Mawr, Ammy conheceu Anna Wheeler, que tinha estudado em Göttingen pouco antes da chegada de Emmy e as duas se tornaram grandes amigas. Outro apoiador de Emmy foi a presidente da faculdade, Marion Edwards Park, que convidou vários matemáticos para assistirem "Emmy Noether em ação".
Em 1934, Emmy começou a lecionar no Instituto de Estudos Avançados, em Princeton, por convite de Abraham Flexner e Oswald Veblen. Trabalhou e foi orientadora de Abraham Albert e Harry Vandiver. No entanto, a maior lembrança de Emmy em Princeton é de ser uma universidade de homens, onde as mulheres não era bem-vindas.
Os anos nos Estados Unidos foram agradáveis. Emmy estava cercada de colegas e apoiadores, inserida em seus temas favoritos.

## Morte

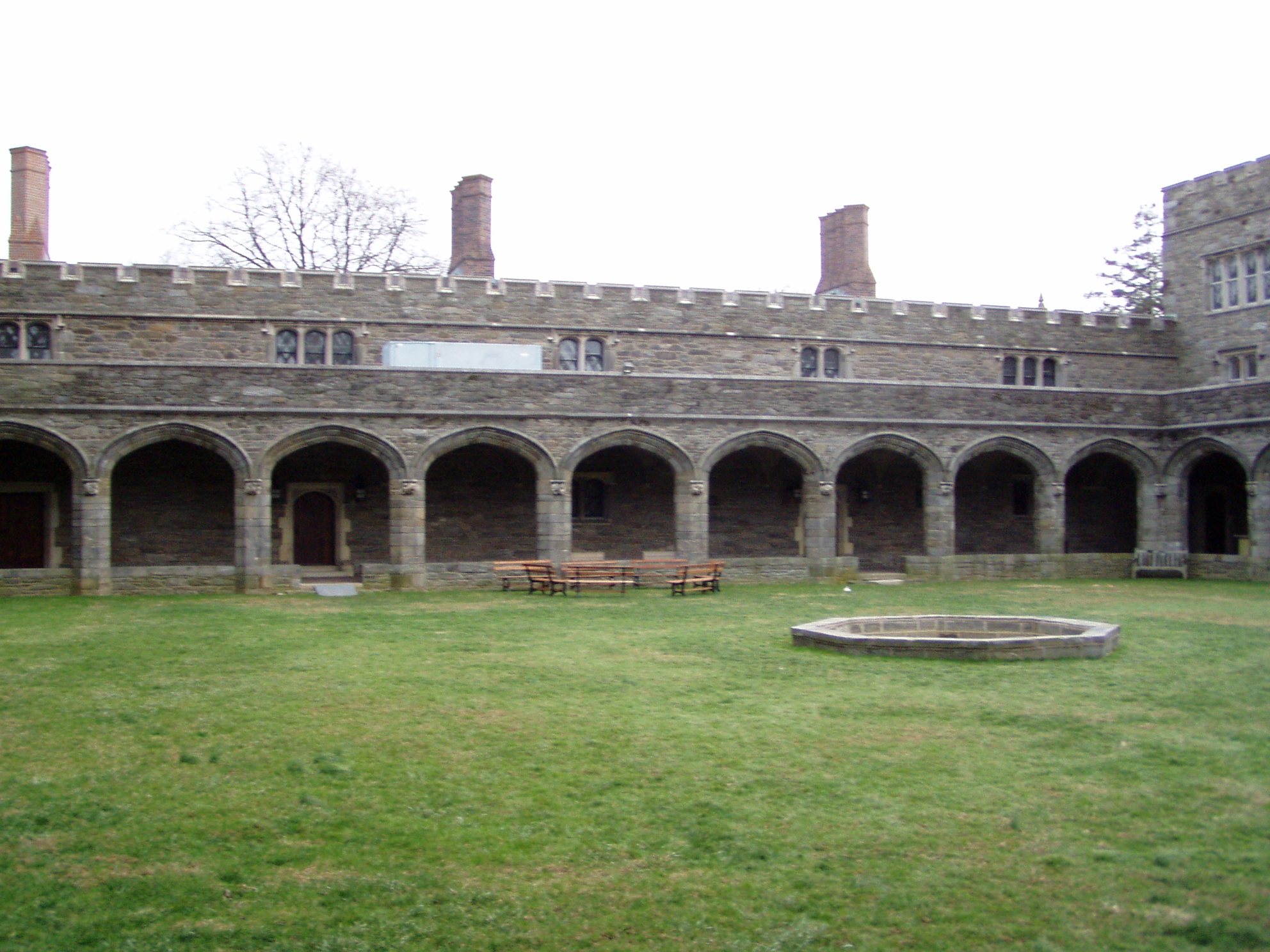
Os restos mortais de Emmy Noether foram enterrados no gramado do Bryn Mawr College.

Em abril de 1935, os médicos descobriram um tumor na pélvis de Noether. Preocupados com as complicações da cirurgia, eles pediram dois dias de repouso na cama primeiro. Durante a operação, eles descobriram um cisto ovariano "do tamanho de um grande melão". Dois tumores menores em seu útero pareciam ser benignos e não foram removidos para evitar o prolongamento da cirurgia. Durante três dias, ela pareceu convalescer normalmente e se recuperou rapidamente de um colapso circulatório no quarto dia. Em 14 de abril, ela caiu inconsciente, sua temperatura subiu para 42,8 °C e ela morreu. “Não é fácil dizer o que ocorreu na Dra. Noether”, escreveu um dos médicos. "É possível que tenha havido alguma forma de infecção virulenta e incomum, que atingiu a base do cérebro onde os centros de calor deveriam estar localizados". 
Poucos dias após a morte de Noether, seus amigos e associados em Bryn Mawr realizaram um pequeno serviço memorial na casa do presidente da faculdade, Park. Hermann Weyl e Richard Brauer viajaram de Princeton e conversaram com Wheeler e Taussky sobre a colega que partiu. Nos meses que se seguiram, tributos escritos começaram a aparecer em todo o mundo: Albert Einstein juntou-se a van der Waerden, Weyl e Pavel Alexandrov para prestar suas homenagens. Seu corpo foi cremado e as cinzas enterradas sob a passarela ao redor dos claustros da Biblioteca M. Carey Thomas em Bryn Mawr.

## Contribuições em Matemática e Física
O trabalho de Noether em álgebra e topologia foi essencial em matemática, enquanto o Teorema de Noether possui consequências de grande alcance em Física Teórica e Sistemas Dinâmicos. Ela mostrou propensão aguda para raciocínio abstrato, o que permitiu que ela abordasse problemas em matemática de forma inovadora e única. Seu amigo e colega Hermann Weyl descreveu sua produção acadêmica como separada em três épocas:

A produção científica de Emmy Noether se separa em três claras épocas distintas:

(1) o período de dependência relativa, 1907–1919;

(2) a investigação agrupada em torno da teoria geral de ideais, 1920–1926;

(3) o estudo de álgebras não-comutativas, suas representações por transformações lineares, e sua aplicação ao estudo de corpos numéricos comutativos e suas aritméticas.— Weyl  1935

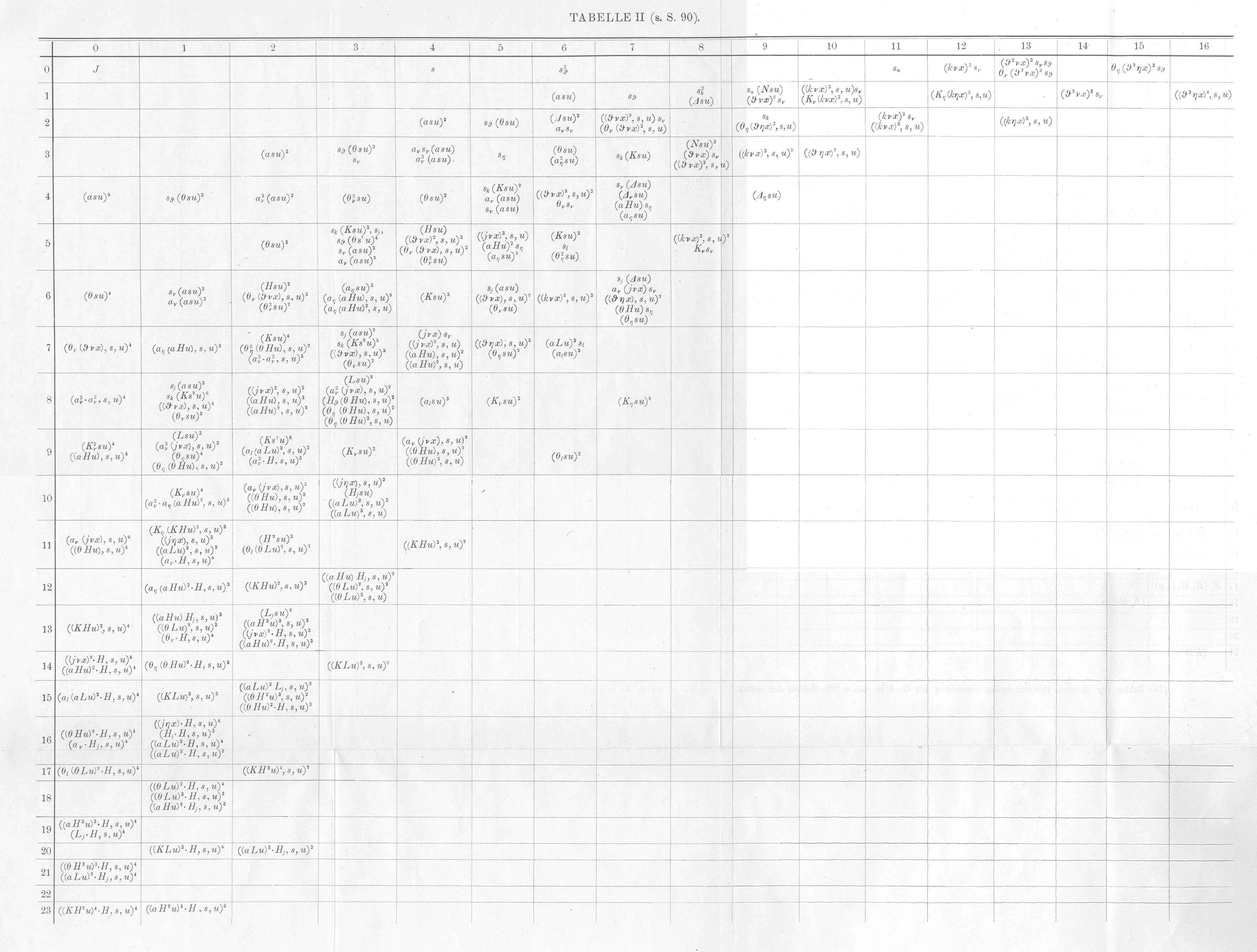
Dissertação de Emmy Noether. Uma tabela de invariantes de formas biquadráticas ternárias.

Durante a primeira época (1907–19), Noether lidou primariamente com invariantes algébricos e diferenciais, começando com sua dissertação sob Paul Gordan. Seus horizontes matemáticos se expandiram, e seu trabalho se tornou mais geral e abstrato, conforme ela se familiarizava com o trabalho de David Hilbert, através de interação próxima com o sucessor de Gordan, Ernst Sigismund Fischer. Após se mudar para Göttingen em 1915, ela produziu seu trabalho seminal em Física, o Teorema de Noether.
Durante a segunda época (1920–26), Noether se devotou a desenvolver a teoria de aneis.
Durante a terceira época (1927–35), Noether se focou em álgebras não-comutativas, transformações lineares e corpos numéricos comutativos.

### Contexto histórico
Entre 1832 até a morte de Noether em 1935, o campo da Matemática - especificamente álgebra - sofreu uma profunda revolução cujas reverberações são sentidas até hoje. Matemáticos de séculos anteriores haviam trabalhado em métodos práticos para a solução de tipos específicos de equações, como por exemplo, equações cúbicas, quárticas, e quínticas, assim como o problema relacionado de construir polígonos regulares usando régua e compasso. Iniciando com a prova de Carl Friedrich Gauss em 1832 de que inteiros primos como 5 podem ser fatorados nos inteiros gaussianos, a introdução por Évariste Galois dos grupos de permutação em 1832 (apesar de, devido à sua morte, seus trabalhos foram publicados apenas em 1846 por Liouville), a descoberta por William Rowan Hamilton dos quaternions em 1843, e a definição mais moderna de grupos por Arthur Cayley em 1854, a pesquisa matemática se voltou para a determinação de propriedades de sistemas cada vez mais abstratos, definidos por regras cada vez mais gerais. As contribuições mais importantes de Noether para a matemática foram o desenvolvimento deste novo campo, a álgebra abstrata.

#### Álgebra abstrata e matemática conceitual
Dois dos objetos mais básicos em Álgebra são grupos e aneis.
Um grupo consiste em um conjunto de elementos e uma operação que combina um primeiro e um segundo elementos do conjunto e retorna um terceiro. Essa operação deve satisfazer certas restrições para determinar um grupo: Deve ser fechada, associativa, possuir uma identidade, e para cada elemento deve existir um elemento inverso.
Similarmente, um anel possui um conjunto de elementos, mas agora duas operações. A primeira operação deve tornar o conjunto em um grupo e é comutativa, e a segunda operação é fechada, associativa e distributiva com relação a primeira operação.
Grupos são frequentemente estudados através de representações de grupos. Em sua forma mais geral, isso consiste em uma escolha de grupo, um conjunto, e uma ação do grupo no conjunto, isto é, uma operação que toma um elemento do grupo e um elemento do conjunto e retorna um elemento do conjunto.
Uma forma poderosa de estudar aneis é através de seus módulos. Um módulo consiste em uma escolha de anel, um outro conjunto subjacente, uma operação em pares de elementos do módulo, e uma operação que leva um elemento do anel e um elemento do módulo e retorna um elemento do módulo. O conjunto subjacente e sua operação devem formar um grupo satisfazendo comutatividade. Um módulo é uma versão em teoria dos aneis de uma representação de grupo. Um caso especial importante disso é uma álgebra. Uma álgebra consiste em uma escolha de dois aneis e uma operação que toma um elemento de cada anel e retorna um elemento do segundo anel. Essa operação torna o segundo anel em um módulo sobre o primeiro.
Palavras como "elemento" e "operação" são bastante genéricas, e podem ser aplicadas a muitas situações reais e abstratas. Qualquer conjunto de objetos que obedeça todas as regras para uma (ou duas) operação (ou operações) é, por definição, um grupo (ou anel), e obedece a todos os teoremas sobre grupos (ou aneis). Inteiros e as operações de adição e multiplicação são simplesmente um exemplo. Teoremas de álgebra abstrata são poderosos pois são gerais; eles governam muitos sistemas. Poderia se imaginar que pouco pode ser concluído sobre objetos definidos com tão poucas propriedades, mas é exatamente aqui onde se destacavam os talentos de Noether: descobrir o máximo que poderia ser concluído de um dado conjunto de propriedades, ou reciprocamente, identificar o conjunto mínimo, as propriedades essenciais, responsáveis por uma observação em particular. Diferentemente da maioria dos matemáticos, ela não fazia abstrações generalizando exemplos conhecidos; ao invés disso, ela trabalhava diretamente com as abstrações. Como van der Waerden lembrou em seu obituário sobre ela,
| “ | A máxima pela qual Emmy Noether se guiou ao longo de seu trabalho pode ser formulado da seguinte forma: "Relações entre números, funções, e operações se tornam transparentes, aplicáveis em geral, e atingem sua produtividade máxima apenas após elas terem sido isoladas de seus objetos particulares, e terem sido formuladas como conceitos universalmente válidos". | ” |

Essa era a matemática puramente conceitual que era característica de Noether. Esse estilo de matemática foi consequentemente adotado por outros matemáticos, especialmente no (então novo) campo da álgebra abstrata.

##### Inteiros como um exemplo de anel
Os inteiros formam um anel comutativo cujos elementos são os inteiros, e as operações são adição e multiplicação. Qualquer par de inteiros pode ser somada ou multiplicada, sempre resultando em outro inteiro, e a primeira operação é comutativa. A segunda operação também é comutativa, mas isso não precisa ser verdadeiro em aneis. Exemplos de aneis não-comutativos incluem matrizes e quaternions. Os inteiros não formam um anel de divisão, pois a segunda operação não pode ser sempre invertida.
Os inteiros possuem propriedades adicionais que não se generalizam para todos os aneis comutativos. Um exemplo importante é o Teorema Fundamental da Aritmética, que diz que todo inteiro positivo pode ser fatorado unicamente em inteiros primos. Fatoração única não existe sempre em outros aneis, mas Noether achou um teorema de fatoração única, hoje chamado de Teorema de Lasker–Noether, para os ideais de muitos aneis. Muito do trabalho de Noether se coloca em determinar que propriedades valem para todos os aneis, na concepção de resultados novos análogos a teoremas antigos sobre inteiros, e na determinação de conjuntos mínimos de suposições necessárias para obter certas propriedades de aneis.

## Legado
Entre 1832 e 1935, ano da morte de Emmy, a matemática, especialmente o campo da álgebra, passou por uma profunda revolução, cujas consequências ainda são sentidas. Matemáticos de séculos anteriores trabalharam em métodos práticos para resolver tipos específicos de equações, como função cúbica. A maior e mais importante contribuição de Emmy Noether para a matemática foi o desenvolvimento de uma nova área, a álgebra abstrata.